# Korešnica
Korešnica (makedonska: Корешница) är en ort i Nordmakedonien. Den ligger i kommunen Negotino, i den centrala delen av landet, 90 kilometer sydost om huvudstaden Skopje. Korešnica ligger 152 meter över havet och antalet invånare är 382.